# Dryopteris menisciicarpa
Dryopteris menisciicarpa là một loài dương xỉ trong họ Dryopteridaceae. Loài này được Rosenst. in Backer & Posth. mô tả khoa học đầu tiên năm 1939.
Danh pháp khoa học của loài này chưa được làm sáng tỏ. 